# 6 серпня
6 серпня — 218-й день року (219-й у високосні роки) в григоріанському календарі. До кінця року залишається 147 днів.

## Свята і пам'ятні дні

### Міжнародні
ООН: «Лікарі світу за мир» 
 ООН: Всесвітній день боротьби за заборону ядерної зброї

### Національні
Аргентина: День дитини
 Барбадос: День незалежності
 Болівія: День незалежності
 ОАЕ: Прихід до влади правителя емірату Абу-Дабі шейха Заєда аль Нахайяна, президента країни (1966).
 Ямайка: День незалежності
 Японія: Хіросімська меморіальна церемонія миру

### Релігійні

#### Християнство

##### Західне християнство
- Преображення Господнє.
- День Святих Юстуса і Пастора.
- День Святого Гормізда.
- День Святого Раймунда-Беренгарія.

##### Східне християнство
- Преображення Господнє[1] (Спас)

## Іменини
- ✝  Католицькі: Славомір, Яків.
- ✙ Православні:

## Події

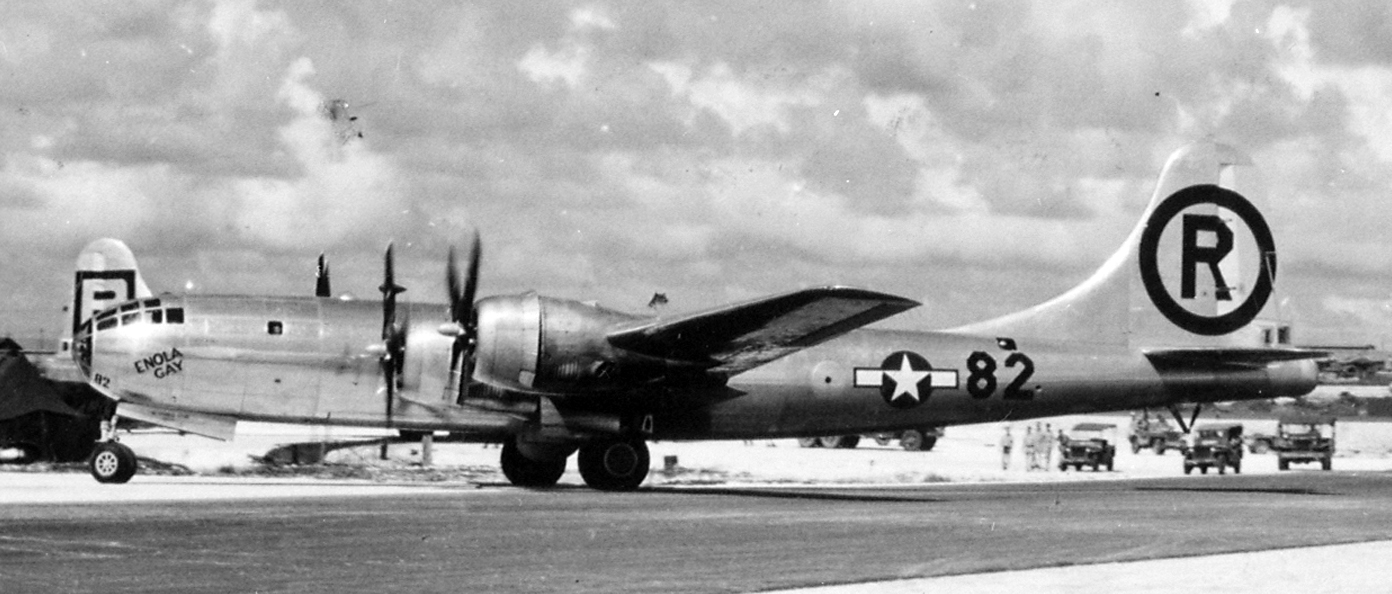
«Енола Ґей»

- 1181 — Китайські і японські астрономи фіксують спалах наднової зірки.
- 1497 — до Бристоля повернулася експедиція Джона Кабота, що відкрила Канаду. Втім, всі були впевнені, що це Китай.
- 1588 — непереможна Армада кинула якір перед містом Кале. Початок історичної битви з англійським флотом, що обернеться великою катастрофою для іспанського короля Філіпа II, який втратить за 2 місяці 80 суден та 16 000 людей.
- 1806 — Священна Римська імперія після відмови імператора Франца II від німецької корони припинила своє існування.
- 1807 — Російська імперія, Королівство Пруссія і Французька імперія підписали Тільзитський мир — були визнані завоювання Наполеона в Центральній Європі.
- 1807 — у Петербурзі видано правлячий указ про відкриття друкарень при губернських правліннях (у Києві, Житомирі, Кам'янець-Подільському, Харкові, Полтаві, Чернігові, Катеринославі, Херсоні та Сімферополі).
- 1807 — з Кронштадта під командуванням В. Головніна вирушив у навколосвітнє плавання шлюп «Діана» з метою гідрографічних описів і географічних відкриттів.
- 1889 — у Лондоні відкритий готель «Савой», перший у світі готель з ванною в кожному номері.
- 1890 — вбивця Вільям Кеммлер став першою людиною, страченою на електричному стільці
- 1914 — Австро-Угорська імперія оголосила війну Російській імперії, а Королівство Сербія оголосила війну Німецькій імперії.
- 1914 — у Львові створено легіон Українських січових стрільців, який став першим українським національним бойовим підрозділом після битви під Полтавою в червні 1709 р.
- 1926 — 19-річна Гертруда Едерле стала першою жінкою, що перепливла Ла-Манш.
- 1932 — відкрився перший Венеційський кінофестиваль.
- 1940 — Естонію, що після Пакту Молотова — Ріббентропа ввійшла в «зону інтересів Радянського Союзу», окуповано й анексовано СРСР
- 1940 — у СРСР арештований президент Ленінської академії сільгоспнаук відомий генетик Микола Вавилов.
- 1945 — американський бомбардувальник «Енола Ґей» скинув ядерну бомбу на японське місто Хіросіма, спричинивши загибель 90—140 тисяч осіб.
- 1963 — вигравши в півфіналі в алмаатинського «Кайрата» з рахунком 2:1, донецький «Шахтар» утретє поспіль вийшов у фінал Кубка СРСР, встановивши рекорд для радянських клубів — 15 кубкових перемог поспіль.
- 1995 — хорватська влада оголосила про ліквідацію Республіки Сербська Країна.
- 1997 — літак авіакомпанії Boeing 747 південнокорейських авіаліній зазнав катастрофи над островом Гуам, у Тихому океані, загинуло 226 людей.
- 2016 — початок «стрілянини на півночі Криму» — в ніч на 7 серпня на окупованій Росією території Криму збройна сутичка між російськими військовиками. Або провокаційна «спецоперація», видана пізніше російською спец-пропагандою як «напад українського диверсійного загону».

## Народились
Дивись також Категорія:Народились 6 серпня
- 1180 — імператор Ґо-Тоба, 82-й імператор Японії, синтоїстське божество.
- 1504 — Метт'ю Паркер, архієпископ Кентерберійський, капелан короля-багатоженця Генріха VIII.
- 1638 — Ніколя Мальбранш (фр. Nicolas Malebranche), французький філософ-ідеаліст, головний представник окказіоналізму (†1715).
- 1651 — Карл Ґустав Реншильд, шведський фельдмаршал (1706), граф, сподвижник короля Карла XII (†1722).
- 1651 — Франсуа Фенелон (фр. François de Salignac de la Mothe-Fénelon), французький письменник, теолог, архієпископ Камбре. Член Французької академії (†1715).
- 1766 — Вільям Волластон, англійський вчений, який відкрив паладій і родій. Відкрив незалежно від Йоганна Вільгельма Ріттера ультрафіолетове випромінювання.
- 1795 — Генріх Розе (нім. Heinrich Rose), німецький хімік (†1864).
- 1809 — Альфред Теннісон (англ. Alfred Tennyson), англійський поет («Королівські іділлії», «Королева Марія»; †1892).
- 1881 — Александер Флемінг (англ. Alexander Fleming), шотландський бактеріолог, першим винайшов антибіотик пеніцилін, лауреат Нобелівської премії з медицини 1945 року (†1955).
- 1882 — Ірина Коссакова, українська драматична акторка.
- 1886 — Степан Бондарчук, актор, театральний діяч (†1976).
- 1892 — Михайло Крат, український військовий діяч, генерал-хорунжий Армії УНР, учасник ПСВ, полковник РІА. У добу Директорії УНР — старшина Армії УНР.
- 1903 — Володимир Фатальчук, український художник.
- 1918 — Василь Панькевич, український громадський діяч у Великій Британії.
- 1925 — Володимир Крайниченко, український театральний режисер.
- 1925 — Афанасій Коляновський, український поет.
- 1928 — Ніна Божко, українська художниця.
- 1928 — Енді Воргол, американський художник, українського (лемківського) походження, засновник художньої школи поп-арту
- 1928 — Чань Це Юнь, засновник південнокорейської автокомпанії Хюндай (англ. «Hyundai»).
- 1930 — Еббі Лінкольн (при народженні Анна Марія Вулдридж), американська джазова співачка і акторка
- 1937 — Чарлі Гейден, американський джазовий контрабасист і композитор
- 1938 — Борис Дерев'янко, український журналіст, сценарист.
- 1938 — Пол Бартел, американський сценарист, режисер, актор.
- 1939 — Анатолій Іванов, український кінорежисер i сценарист.
- 1940 — Анатолій Онишко, український перекладач, поет, член Національної спілки письменників України.
- 1941 — Євген Кучеревський, український футбольний тренер.
- 1948 — Микола Авілов, український легкоатлет, десятиборець, олімпійський чемпіон, світовий рекордсмен.
- 1948 — Антоніна Корінь, українська поетеса, громадська діячка, членкиня Національної спілки письменників України.
- 1962 — Мішель Єо, малайська акторка і танцюристка («Тигр підкрадається, дракон ховається»).
- 1970 — М. Найт Ш'ямалан, режисер («Шосте чуття», «Таємничий ліс»).
- 1972 — Джері Галлівелл, колишня лідерка гурту «Spice Girls».
- 1973 — Віра Фарміґа, американська кіноакторка, режисерка та продюсерка українського походження.
- 1973 — Ігор Вовчанчин, український спортсмен, професійний кікбоксер і спеціаліст зі змішаних бойових мистецтв (англ. MMA).
- 1977 — Зденка Подкапова, чеська фотомодель, акторка.
- 1977 — Оляна Рута, українська поетеса, художниця, перекладачка.
- 1977 — Марія Шкаричич, хорватська акторка театру та кіно.
- 1980 — Вітантоніо Ліуцці, італійський автогонщик, пілот Формули-1.
- 1982 — Кевін ван дер Перрен, бельгійський фігурист.

## Померли
Дивись також Категорія:Померли 6 серпня
- 1075 — Роман Святославич («Красний») — князь Тмутороканський (1070—1079).
- 1221 — Домінік, кастильський дворянин, засновник ордена Домініканців (~1170).
- 1637 — Бен Джонсон, англійський драматург і поет.Богдан Хмельницький
- 1657 — Богдан Хмельницький, український військовий, політичний та державний діяч. Гетьман Війська Запорозького, очільник Гетьманщини.
- 1821 — Антоніо Бартоломео Бруні , італійський композитор, диригент і скрипаль.
- 1831 — П'єтро Гонзага, уславлений італійський сценограф, художник-декоратор, теоретик мистецтва, архітектор і садівник.
- 1879 — Йоганн фон Ламонт, шотландсько-німецький астроном і геофізик
- 1884 — Антоніо Гарсія Гутьєррес, іспанський драматург, автор п'єси, що послужила основою для однойменної опери Джузеппе Верді «Трубадур» .
- 1970 — Терень Масенко, український журналіст, поет та письменник (*1903).
- 1978 — Павло VI, Папа Римський (*1897).
- 1988 — Анатолій Левченко, 64-й космонавт СРСР (українець) і 207-й космонавт світу, Герой Радянського Союзу (1987), льотчик-космонавт СРСР № 63 (*1941).
- 2009 — Джон Г'юз, американський режисер, сценарист і продюсер, що написав сценарій до фільму «Сам удома» (*1950).